# Saarbahn
La Saarbahn (letteralmente: «ferrovia della Saar») è una linea di tram-treno che serve la città tedesca di Saarbrücken e i suoi dintorni.

## Storia
La prima tratta della Saarbahn venne attivata nel 1997; in seguito, la linea venne estesa fino a raggiungere l'estensione attuale.

## Caratteristiche
I treni della Saarbahn iniziano la loro corsa nella stazione di Sarreguemines, in Francia, e percorrono la linea ferroviaria per Saarbrücken fino alla periferia di questa città; si immettono quindi su una tratta tranviaria che percorre le vie della città, attraversandola da est a ovest.
Una volta lasciata la città di Saarbrücken, la linea prosegue con caratteristiche di tranvia interurbana a fianco dell'autostrada A1; in seguito segue la strada federale 268 attraversando Riegelsberg e immettendosi a Walpertshofen sull'ex sedime della ferrovia Lebach-Völklingen.
Raggiunta Lebach, i treni proseguono sulla ferrovia della valle della Prims fino al capolinea di Lebach-Jabach.